# Bakia
Bakia est une localité peuplée de Douprou dans la préfecture de Boffa, région de Boké, en république de Guinée.

## Histoire
Emmanuel Gomez, père, un marchand d'esclaves portugais a pris le contrôle de Bakia au XVIIIe siècle. Son fils, Emmanuel Gomez, junior lui succéda et sa fille Niara Bely se maria et devint dirigeante de Farenya, à proximité,.